# An Chŏng-su
An Chŏng-su (* 1951) ist ein nordkoreanischer Politiker der Partei der Arbeit Koreas (PdAK), der unter anderem Mitglied des Zentralkomitees (ZK) der PdAK, Leiter der ZK-Abteilung für Leichtindustrie sowie Deputierter der Obersten Volksversammlung ist.

## Leben
An Chŏng-su war im Verbrauchsgütersektor sowie als Mitarbeiter der ZK-Abteilung für Leichtindustrie tätig, in der er sich schwerpunktmäßig mit der Textil- und Bekleidungsindustrie befasste. Im April 2010 wurde er Deputierter der 12. Obersten Volksversammlung und während der dritten Sitzung der zwölften Obersten Volksversammlung am 7. Juni 2010 zum Minister für Leichtindustrie in das Kabinett Ch’oe Yŏng-rim berufen. Diesen Ministerposten bekleidete er vom 1. April 2013 bis zum 9. April 2014 auch im Kabinett Pak Pong-ju II. Auf dem 3. Parteikonferenz der Partei der Arbeit Koreas (PdAK) am 28. September 2010 wurde er zudem Mitglied des Zentralkomitees (ZK) der PdAK und gehört diesem Führungsgremium seither an.
Im November 2010 gehörte er zum Beisetzungskomitee beim Begräbnis von Vizemarschall Jo Myong-rok sowie im Dezember 2011 bei der Bestattung von Kim Jong-il. Im November 2012 wurde er zum Mitglied der Staatlichen Beratungskommission für Körperkultur und Sport ernannt sowie im April 2014 auch als Deputierter der 13. Obersten Volksversammlung wiedergewählt und vertritt in dieser den Wahlkreis 558 Hamju. Er ist ein enger Vertrauter von Ministerpräsident Pak Pong-ju und Kim Kyŏng-hŭi, der Tante von Kim Jong-un, und wurde als deren Nachfolger im April 2014 zum Leiter der ZK-Abteilung für Leichtindustrie ernannt. Im November 2015 gehörte er zunächst zum Beisetzungskomitee beim Begräbnis von Marschall Ri Ul-sol sowie im Dezember 2015 bei der Bestattung von Kim Yang-gon. Auf dem 7. Parteitag, der vom 6. bis zum 9. Mai 2016 stattfand, wurde er als Mitglied des ZK der PdAK wiedergewählt und auch als Leiter der ZK-Abteilung für Leichtindustrie bestätigt. Im Mai 2016 gehörte er zudem zum Beisetzungskomitee bei der Bestattung von Kang Sok-ju.

## Weblink
- Biografie in North Korea Leadership Watch

| Personendaten    | Personendaten                                                            |
| ---------------- | ------------------------------------------------------------------------ |
| NAME             | An, Chŏng-su                                                             |
| ALTERNATIVNAMEN  | 안정수 (Hangeul); 安正洙 (Hanja); An, Jong-su (Revidierte Romanisierung) |
| KURZBESCHREIBUNG | nordkoreanischer Politiker                                               |
| GEBURTSDATUM     | 1951                                                                     |